# Thomas Berger
Thomas Louis Berger (ur. 20 lipca 1924 w Cincinnati, zm. 13 lipca 2014 w Nyack) – amerykański pisarz.
Był żołnierzem, służył m.in. w Europie. Studiował na University of Cincinnati i Columbia University, pracował jako bibliotekarz i dziennikarz. Służba w okupowanych Niemczech posłużyła mu jako tło debiutu, powieści Wariat w Berlinie (1958). Jej bohater Carl Reinhart będzie powracać w kolejnych książkach, w skład cyklu wchodzą także następujące tytuły Reinhart in Love, Żyć, nie umierać! oraz Reinhart's Women. Najwięcej uznania przyniósł Bergerowi Mały Wielki Człowiek (1964), powieść o białym chłopcu, który wychowywał się wśród Szejenów, będąc jednocześnie białym Amerykaninem z obszarów pogranicza. Główna część utworu ukazuje różnice między sposobami życia białych Amerykanów i Indian, a narrator Jack Crabb poznaje wiele postaci historycznych, zarówno Indian jak i białych (gen. Custera, Wyatta Earpa, Dzikiego Billa Hickoka). Książka została sfilmowana w 1970 przez Arthura Penna, główną rolę w filmie zagrał Dustin Hoffman.

## Polskie przekłady
- Artur Rex (Arthur Rex: A Legendary Novel 1978)
- Czyli nigdzie (Nowhere 1985)
- Historia Orriego (Orrie's Story 1990)
- Mały Wielki Człowiek (Little Big Man 1964)
- Podejrzani (Suspects 1996)
- Powrót Małego Wielkiego Człowieka (The Return of Little Big Man 1999)
- Robert Crews (Robert Crews 1994)
- Wariat w Berlinie (Crazy in Berlin 1958)
- Wielka draka (The Feud 1983)
- Żyć, nie umierać! (Vital Parts 1971)